# Empire Earth: A hódítás művészete
Az Empire Earth: A hódítás művészete (Empire Earth: The Art of Conquest) az Empire Earth kiegészítője. A kiegészítő számos újítást tartalmaz, egy világűrben játszódó új korszakot, három egyjátékos módú hadjáratot, melyek a Római Birodalomtól kezdve a második világháborún keresztül a jövőig viszik körbe a játékost, két új hőst és két új irányítható civilizációt (Japán és Korea), egyedi képességeket minden civilizáció számára, új épületeket, köztük egy új Csodát, számos új egységet, a tüzes nyilaktól kezdve a kémműholdakig.

## Korszakok
A játék korszakokra bontható, ha a játékosnak van elegendő nyersanyaga, továbbléphet a következő korba.
Az alábbi korszakok szerepelnek a játékban:
1. Őskorszak (i. e. 500 000–50 000)
2. Kőkorszak (i. e. 50 000–5000)
3. Rézkorszak (i. e. 5000–2000)
4. Bronzkorszak (i. e. 2000–0)
5. Sötét korok (0–900)
6. Középkor (900–1300)
7. Reneszánsz (1300–1500)
8. Birodalmi kor (1500–1700)
9. Iparosodás kora (1700–1914)
10. Atomkor - I. világháború (1914–1939)
11. Atomkor - II. világháború (1939–1946)
12. Atomkor - Legújabb kor (1946–2000)
13. Digitális kor (2000–2100)
14. Nanokor (2100–2200)[2]
15. Űrkorszak (2200–) A kiegészítőben szerepel új korszakként[3]

## Hadjáratok
A kiegészítő 3 új hadjáratot tartalmaz.
|  | Alább a cselekmény részletei következnek! |

### Római hadjárat
A Római Birodalom tündöklését és bukását öleli fel. A hadjárat kezdő hőse Caius Marius.

#### 1. Róma katonái (i. e. 101)
(Soldiers for Rome)

#### 2. A köztársaság helyreállítása (i. e. 88)
(Restoring The Republic)

#### 3. A hódító megismerkedik mesterével (i. e. 80)
(A Conqueror Learns His Trade)

#### 4. Gall háborúk (i. e. 60)
(The Gallic Wars)

#### 5. Átkelés a Rubicon-on (i. e. 51)
(Crossing The Rubicon)

#### 6. Róma fáraója (i. e. 48)
(Rome's Pharaoh)

### Csendes-óceáni hadjárat

Az 1. Tengerészgyalogos hadosztály Guadalcanal partjainál.

Vezesd az „alvó óriást” Midwaytől Iwo Jimáig! A hadjáratnak nincs kezdő hőse.

#### 1. Anyahajó-támadás (1942. június 4.)
(Carrier Strike)

#### 2. Őrtorony hadművelet (1942. augusztus 1.)
(Operation Watchtower)

#### 3. Fog és köröm (1943. november 15.)
(Tooth and Nail)

#### 4. Marrill fosztogatói (1944. február 24.)
(Marrill's Marauders)

#### 5. A visszatérés (1944. október 10.)
(The Return)

#### 6. A húsdaráló (1945. február 19.)
(The Meat Grinder)

### Ázsiai hadjárat
Vezesd az U.F.A.R.-t e zűrzavaros időkben, és foglald el a világegyetemet! A hadjáratnak nincs kezdő hőse.

#### 1. Az új dinasztia (2035. október 14.)
(A New Dynasty)
Hu Kwan Do császár, a Kwan Do Electronics and Communications Conglomerate vezérigazgatója és Ming kancellár vezetésével 2035. május 3-án megalakul az UFAR (United Federation of Asiatic Republics; Ázsiai Köztársaságok Egyesült Föderációja), azonban közvetlenül a politikai válság és a Kínai Köztársaság megszűnése után ellenségek egész seregével kell farkasszemet néznie a fiatal államnak. Miután terrorista bűncselekmények sorozata rázza meg az UFAR fővárosát, Dr. Kwai Sung-ot, az ország legelismertebb tudósát kérik fel arra, hogy dolgozzon ki valamilyen eszközt, amellyel fel lehetne venni a harcot a terroristákkal szemben, azonban mikor kitudódik, hogy pszichikai fegyveren dolgozik, botrány és lázadás robban ki. UFAR kormányának le kell vernie a lázadást, és meg kell mentenie az ellenség kezére került Dr. Kwai Sung-ot. Az UFAR kormánya a lázadók területén rekedt Dr. Kwai Sung megmentésére igyekszik, miközben a felkelők folyamatosan ostromolják a főváros nyugati határát. Ming kancellár később javaslatot tesz a császárnak, hogy fókuszálhatnának egy esetleges űrprogramra, az uralkodó pedig elfogadja azt, és eljöttnek látja az időt a gazdaság fellendítésére, majd a Mars kolonizálására.

#### 2. Töréspont (21. század közepe)
(The Breaking Point)
Az UFAR délkeleti tartománya, ahol rengeteg rizsföld található, a lázadók sorozatos támadása alatt áll. A kormány külkapcsolatok építésébe kezd Tajvannal, Oroszországgal és Japánnal. Tajvantól katonákat, Oroszországtól vasat, és aranyat, Japántól pedig csúcstechnológiát akarnak szerezni. Az erdős-mezős magas páratartalmú régió semmilyen ásványkincsben nem bővelkedik, egy szem kőbánya sincs, ezért kénytelenek az ősi buddhista szentélyek egy részét elpusztítani, hogy kőhöz jussanak. Ez pedig jól mutatja az erősen vallásos ország elkeseredettségét. A magas szintű katonai jelenlét miatt a demokratikus választások felé kacsintgató ország lakosainak egy része tüntetésekbe kezd az UFAR kormány ellen, ennek csak a hadsereg számának csökkentésével lehet véget vetni. Hiába a lázadók folyamatos támadása, a betakarításnak folynia kell, és végül sikerül megépíteni japán támogatással a fénysebesség kutatóközpontját, amelyet a lázadók minden erejükkel el akarnak majd pusztítani.

#### 3. A csillagok felé (2055. március 10.)
(Look to the Stars)

Hu Kwan Do császár 2055-ben

Tangeshima, Japán egyik szigete a terroristák támadásaitól szenved, és ez hátráltatja a japán űrprogramot. Ráadásul az orosz-japán diplomáciai kapcsolatok olyannyira megromlottak, hogy Alekszej Szeptimusz vezetésével Novaja Rosszija is támadást indított Japán ellen. Eközben megjelenik Dr. Calvin Jennings Webster vezetésével az Isten Szeme (Eye of God), egy feltehetőleg brit érdekeltségű, vallási fundamentalista–fanatikus katonai szervezet, amely szintén Japán nyugalmára tör. Az Isten szeme azért szabotálja az űrkolonizációra irányuló kísérleteket, mert úgy vallják, kizárólag a Földön van a helye az emberi fajnak. Az ellenségek táborát felkelő csapatok, illetve az Ukrán–Kazah Unió zsoldosai is színesítik. Az UFAR kormánya Hu Kwan Do vezetésével intervenciót követ el, és segít a japánoknak újjáépíteni az űrközpontot, majd megindítani a Mars kolonizációját.

#### 4. Isten Szeme (2075)
(Eye of God)
Az UFAR a Mars-kolónia ellátását Mongólia sztyeppéiről irányítja, azonban a konföderáció törekvéseit nem nézik jó szemmel a nagyhatalmak. Az Isten Szeme, és az Európai Unió támadást indít a pusztasági támaszpontok ellen, az UFAR-nak pedig 10 ezer nyersanyaggal (akármi lehet az öt rendelkezésre álló erőforrás közül) kell ellátnia egy órán belül a kolóniát, különben megszakad az építkezés. Ezalatt természetesen az űrkikötő védelmét és teljes épségét is biztosítani kell. Japán, UFAR egyetlen szövetségese lévén megpróbálja legyengíteni az EU-s csapatokat, azonban ez csak akkor sikerül, ha a konföderáció 10 egységgel támogatja őket. Később kiderül, hogy még 10 ezer nyersanyagra van szükség az építkezés befejezéséhez, de ekkor már a folyósításra csupán fél óra jut...

#### 5. Szellemhajó-lázadás (2245. február 17.)
(Ghost Ship Insurrection)
160 évvel a Mars-kolóniák megalapítása után a nagyhatalmak megjelentek a Mars felszínén, ahol számos támaszpontot hoztak létre: Port Chernobyl (Novaja Rosszija), Baker's Ridge (USCN; Amerikai Egyesült Államok és Kanada konglomerátuma), Xin Tong King (Japán), Huo Xing Cheng (UFAR). Hu Kwan Do császár halála után hatalomra került vezetés összefogott a korábbi ellenfelekkel, ugyanakkor a vérbefojtott Baker's Ridge-i megmozdulás 10. évfordulójára Sun Do, az egykori uralkodó egyik leszármazottja fellázadt néhány hűséges társával az új rezsim ellen. Egyszerre kell leszámolnia Novaja Rosszijával, az USCN-nel és Japánnal. Társa, Xinhua segítségével teret nyer a Marson, maga mellé állítja a japán és az amerikai-kanadai támaszpontokat, majd bejut Novaja Rosszija kutatóintézményébe, ahol ellopja a Szellemhajó koordinátáit, aztán pedig elfoglalja azt.

#### 6. Lesz, ami lesz (2247 áprilisa)
(Things to Come)
2246. június 11-én Allison Hardcastle, az Egyesült Államok elnöke Oroszországgal karöltve kijelenti az Egyesült Nemzetek Szervezete előtt: nem ismeri el a Mars Szövetséget a bolygó jogos uraként, majd hadat üzen Sun Do kánnak. A Vörös Bolygó állama annak űrflottájának megsemmisülte után különösen sérülékeny, Port Chernobyl és Baker's Ridge űrbázisok pedig visszatértek, és készen állnak hogy a Föld bolygó, illetve a Hold és a Phobos katonáihoz csatlakozva egyszer és mindenkorra kitöröljék a Kwan Do-dinasztiát a világegyetemből...
|  | Itt a vége a cselekmény részletezésének! |

## Fordítás
Ez a szócikk részben vagy egészben  az   Empire Earth című angol Wikipédia-szócikk fordításán alapul.  Az eredeti cikk szerkesztőit annak laptörténete sorolja fel. Ez a jelzés csupán a megfogalmazás eredetét és a szerzői jogokat jelzi, nem szolgál a cikkben szereplő információk forrásmegjelöléseként.